# قره-آی (شهرستان ایسیق‌کول)
قره-آی (به لاتین: Kara-Oy) یک منطقهٔ مسکونی در قرقیزستان است که در شهرستان ایسیق‌کول واقع شده‌است. قره-آی ۵٬۰۱۸ نفر جمعیت دارد.